# Mario Motta
Mario Motta (Torino, 14 marzo 1923 – Roma, 11 settembre 2013) è stato uno scrittore italiano.

## Biografia
Si trasferisce assieme ai genitori in Sicilia, a Enna. Successivamente torna a Torino dove frequenta gli studi di Lettere e Filosofia e partecipa alla resistenza in Piemonte con Pompeo Colajanni nella 4ª Brigata Garibaldi fino alla Liberazione.
Sposa a Roma, il 26 dicembre 1946, Teresa Romano. Dall'unione nascono quattro figli.
Fonda e dirige a Roma, nel 1950, la rivista Cultura e realtà, insieme con Felice Balbo, Claudio Napoleoni, Cesare Pavese, Italo Calvino, Natalia Ginzburg, Alberto Moravia, Giacomo Mottura, Nino Novacco e altri.
Per quattro anni insegna estetica nel Centro Sperimentale di Cinematografia.
In seguito entra in Rai divenendo vicedirettore generale, poi presidente della Rai Corporation di New York.

## Opere principali
- A proposito dell'esistenza di Dio, Palermo, Sellerio, 2002
- L'oggetto della mimesi, Palermo, Sellerio, 2003
- Kelsen e il Leviatano, Palermo, Sellerio, 2006